# Bermkūh
Bermkūh (persiska: برمکوه) är en ort i Iran.   Den ligger i provinsen Gilan, i den norra delen av landet, 160 km nordväst om huvudstaden Teheran. Bermkūh ligger 1 597 meter över havet och antalet invånare är 115.
Terrängen runt Bermkūh är kuperad åt sydväst, men åt nordost är den bergig. Terrängen runt Bermkūh sluttar norrut. Runt Bermkūh är det ganska tätbefolkat, med 134 invånare per kvadratkilometer. Närmaste större samhälle är Mūsá Kalāyeh, 11,2 km nordväst om Bermkūh. Trakten runt Bermkūh består i huvudsak av gräsmarker.